# Wolfia bezkorzeniowa
Wolfia bezkorzeniowa (Wolffia arrhiza (L.) Horkel ex Wimm.) – gatunek rośliny wodnej z rodzaju wolfia, z rodziny obrazkowatych (Araceae). Jest to najmniejsza roślina okrytonasienna występująca w Europie Środkowej (najmniejszą rośliną kwiatową na Ziemi jest Wolffia angusta z Australii, która osiąga zaledwie 0,6 mm długości). Gatunek w Polsce ma dość liczne, ale rozproszone stanowiska. Występuje poza tym niemal w całej Europie, w Azji, Afryce i Australii. Roślina zawleczona została także do Kalifornii oraz Brazylii.

## Morfologia

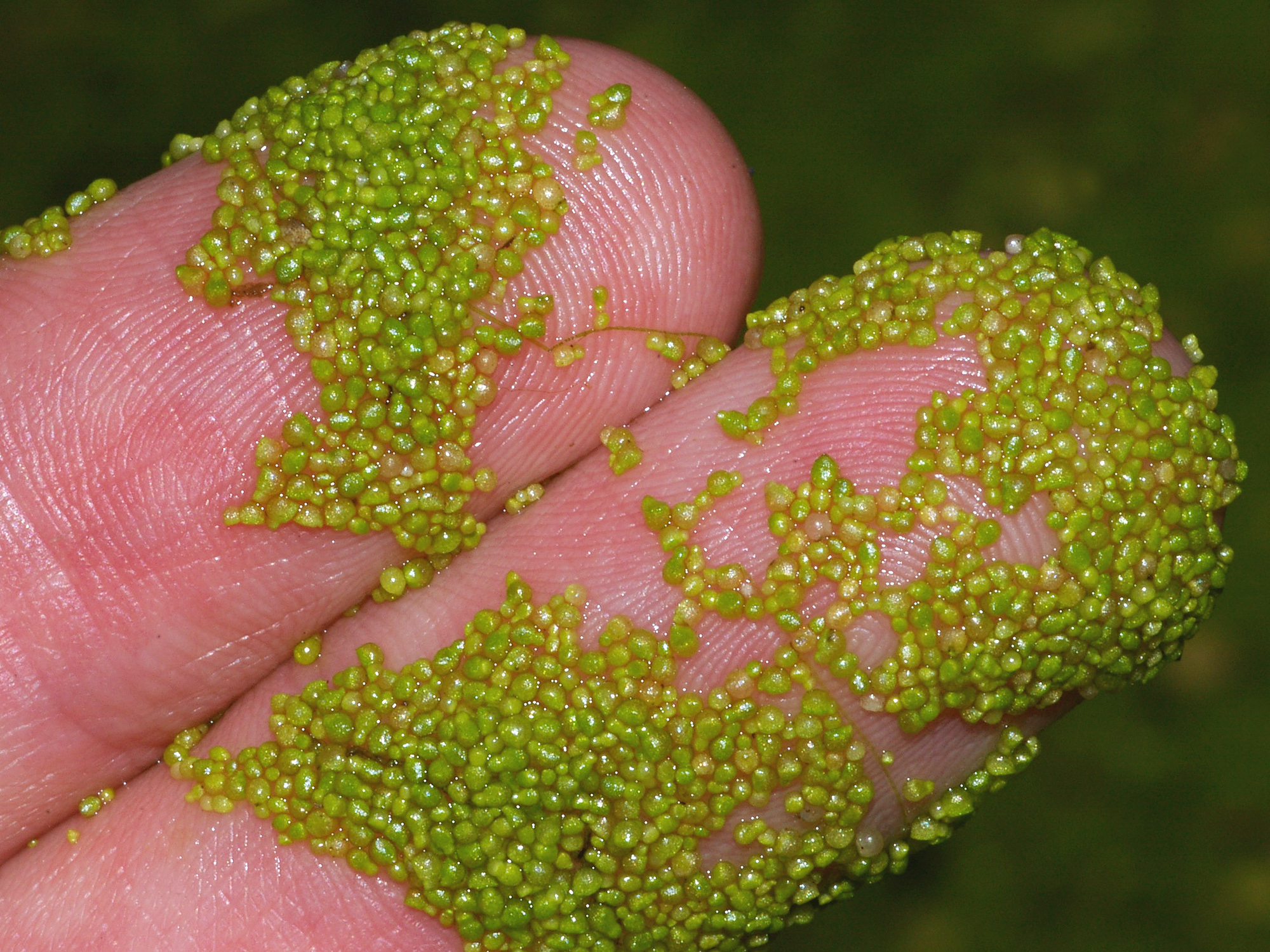
Wolfie bezkorzeniowe na palcach

PędUproszczony do poziomu organizacji roślin plechowatych. Jedynym wyróżnialnym organem są zredukowane kwiaty. Owalny lub kulisty człon pędowy jest hybrydą rozwojową pochodzącą zarówno z zawiązków liści, jak i łodygi, według niektórych badaczy prawdopodobnie zatrzymanych częściowo na etapie rozwoju zarodkowego. Osiąga średnicę 0,5–1,5 mm, przy czym jest 1–1,3 razy tak długi jak szeroki oraz 1,2–1,5 raza tak wysoki jak szeroki. Pozbawiony jest korzeni i wiązek przewodzących. Górna powierzchnia członu pędowego jest intensywnie zielona, nie przejrzysta, z 10–100 aparatami szparkowymi. Brak komórek barwnikowych w tkance wegetatywnej (co różni ten gatunek od niektórych innych z rodzaju).

## Biologia i ekologia
Hydrofit pływający, pleustofit obligatoryjny, lemnid (wolffieid).
RozwójRoślina jednoroczna, okres zimowy przeżywają na dnie zbiornika  turiony. W lejkowatej kieszeni powstają zarówno pojedyncze, wegetatywne człony potomne jak i turiony. Turiony, czyli człony przetrwalnikowe są jasnozielone, kuliste i mniejsze od wegetatywnych członów unoszących się na powierzchni, zawierają dużo skrobi i spory ciężar właściwy z powodu zredukowania przestrzeni międzykomórkowych, dzięki czemu opadają na dno wraz z nadejściem chłodów. Turiony kiełkują i tworzą człony potomne, gdy temperatura przekroczy 10 °C. Kwitną bardzo rzadko, od późnej wiosny do wczesnej jesieni. Kwitnące okazy tego gatunku stwierdzone zostały w Europie dotychczas tylko na dwóch stanowiskach na Kaukazie Północnym i w Istrii. Nie udało się też uzyskać kwiatów tego gatunku w warunkach laboratoryjnych. Kwiaty są najprawdopodobniej przedsłupne i wiatro- lub wodopylne. Szerokie rozprzestrzenienie związane jest przede wszystkim z ornitochorią, o czym świadczy związek rozmieszczenia stanowisk z przebiegiem szlaków migracyjnych ptaków.
SiedliskoWystępuje, zwykle masowo, w wodach słodkich, często w niewielkich zbiornikach wodnych. Na 1 m² mogą występować dwa miliony roślin z tego gatunku.
FitosocjologiaGatunek uznany jest za charakterystyczny dla zbiorowisk klasy Lemnetea minoris. Często tworzy autonomiczne synuzja w ramach zespołu Wolffietum arrhizae.
GenetykaLiczba chromosomów wynosi 2n = 30, 40, 42, 44–46, 50, 60, 62.

## Zagrożenia i ochrona
Niektóre stanowiska w Polsce objęte są ochroną prawną (np. w okolicach Derczewa w rezerwacie przyrody Jezioro Jasne w nadleśnictwie Myślibórz). 